# Indiana Fever 2022
La stagione 2022 delle Indiana Fever fu la 23ª nella WNBA per la franchigia.
Le Indiana Fever arrivarono seste nella Eastern Conference con un record di 5-31, non qualificandosi per i play-off.

## Roster
| N° | Naz.                   | Ruolo | Sportivo            | Anno | Alt. | Peso |
| -- | ---------------------- | ----- | ------------------- | ---- | ---- | ---- |
| 0  | Stati Uniti (bandiera) | G     | Kelsey Mitchell     | 1995 | 180  | 73   |
| 1  | Stati Uniti (bandiera) | A     | NaLyssa Smith       | 2000 | 193  | 84   |
| 2  | Stati Uniti (bandiera) | G     | Crystal Dangerfield | 1998 | 165  | 59   |
| 3  | Stati Uniti (bandiera) | G     | Danielle Robinson   | 1989 | 175  | 62   |
| 4  | Stati Uniti (bandiera) | AC    | Queen Egbo          | 2000 | 193  | 86   |
| 9  | Stati Uniti (bandiera) | GA    | Rennia Davis        | 1999 | 185  | 77   |
| 10 | Stati Uniti (bandiera) | G     | Lexie Hull          | 1999 | 185  | 70   |
| 11 | Australia (bandiera)   | A     | Alanna Smith        | 1996 | 193  | 82   |
| 13 | Stati Uniti (bandiera) | G     | Khayla Pointer      | 1998 | 170  | 66   |
| 14 | Stati Uniti (bandiera) | G     | Bria Hartley        | 1992 | 175  | 67   |
| 21 | Stati Uniti (bandiera) | A     | Emily Engstler      | 2000 | 185  | 82   |
| 25 | Stati Uniti (bandiera) | G     | Tiffany Mitchell    | 1994 | 175  | 69   |
| 32 | Stati Uniti (bandiera) | A     | Emma Cannon         | 1989 | 188  | 86   |
| 33 | Stati Uniti (bandiera) | G     | Destanni Henderson  | 1999 | 170  | 70   |
| 35 | Stati Uniti (bandiera) | G     | Victoria Vivians    | 1994 | 185  | 83   |
| 81 | Stati Uniti (bandiera) | C     | Alaina Coates       | 1995 | 193  | 102  |

## Staff tecnico
- Allenatori: Marianne Stanley (2-7) (fino al 25 maggio)[1], Carlos Knox (3-24)
- Vice-allenatori: Carlos Knox (fino al 25 maggio), Jhared Simpson, Vicki Hall, Gary Kloppenburg (dal 29 maggio)[2]
- Preparatore atletico: Garrett Hueber
- Preparatore fisico: Shannon Patterson